# Engelbert von Landsberg-Velen und Steinfurt

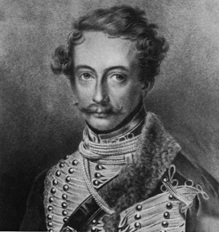
Engelbert Alexander Freiherr von Landsberg-Velen-Steinfurt

Franz Engelbert Alexander Freiherr von Landsberg-Steinfurt (* 10. März 1796 in Münster; † 24. Februar 1878 ebenda) aus dem Adelsgeschlecht der Herren von Landsberg war ein preußischer Politiker.

## Leben und Wirken
Er war der Sohn des Paul Joseph Freiherr von Landsberg-Steinfurth (1760–1800) in Münster und der Theresia Gräfin von Wolff-Metternich zur Gracht (1765–1805) aus Bonn. Am 20. Januar 1829 heiratete er Hermine Gräfin von Hatzfeldt-Trachenberg (* 10. Oktober 1809; † 24. Februar 1889), die jüngste Tochter des Fürsten Franz Ludwig von Hatzfeldt zu Trachenberg (1756–1827) und der Friederike Karoline Gräfin von der Schulenburg (1779–1832). Sein Sohn war der Politiker Ignatz Freiherr von Landsberg-Steinfurt (1830–1915) und seine Tochter Luise Freiin von Landsberg (1835–1894) heiratete Alexander Prinz zu Solms-Braunfels. Durch seine Heirat wurde Sophie Gräfin von Hatzfeldt-Trachenberg, die Freundin Ferdinand Lassalles, seine Schwägerin.
Landsberg-Steinfurt gehörte von 1830 bis 1861 dem westfälischen Provinziallandtag an. Im Jahr 1831 sprach er sich dort aus außenpolitischen Erwägungen für ein einheitliches preußisches Parlament aus. Grundsätzlich war er im Vormärz Anhänger der Verfassungsbewegung, wollte aber nicht die Entscheidungsgewalt der Krone in Frage stellen. Im Jahr 1845 lehnte er auf dem Provinziallandtag daher einen erneuten Antrag auf eine Verfassung ab. Im Jahr 1847 war Landsberg Mitglied der Ritterkurie des Vereinigten Landtages, während sein Bruder Ignaz als Standesherr Mitglied der Herrenkurie war. Im Jahr 1856 wurde Landsberg durch persönliche Berufung von König Friedrich Wilhelm IV. Mitglied des Preußischen Herrenhauses. Außerdem war er preußischer Kammerherr und von 1835 bis zu seinem Tod erster Präsident des Westfälischen Reitervereins.